# Курт Маєр
Не плутати з генералом СС Куртом Меєром!
Курт Маєр (нім. Kurt Maier; 21 листопада 1911, Мангайм — 11 лютого 1952, Гайльбронн) — німецький льотчик-ас бомбардувальної авіації, майор люфтваффе. Кавалер Лицарського хреста Залізного хреста з дубовим листям.

## Біографія
В 1937 році вступив в люфтваффе. Після закінчення авіаційного училища зарахований в 1940 році в бомбардувальну авіацію. Під час Французької кампанії служив спостерігачем в 3-й ескадрильї 4-ї бомбардувальної ескадри, потім займав посаду офіцера зв'язку в штабі ескадри. Учасник Балканської кампанії і боїв на Середземному морі, а також Німецько-радянської війни. З 1 квітня 1942 року — ад'ютант 1-ї групи своєї ескадри. З 20 травня 1942 року — командир 3-ї ескадрильї. В квітні 1944 року призначений командиром 9-ї ескадрильї 1-ї бомбардувальної ескадри «Гінденбург». З вересня 1944 року — командир 10-ї (навчальної) ескадрильї 40-ї бомбардувальної ескадри. В листопаді 1944 року поставлений на чолі випробувального відділення Люфтваффе в Рехліні і займав цю посаду до кінця війни. Загинув в автокатастрофі.

## Нагороди
- Комбінований Знак Пілот-Спостерігач
- Залізний хрест 2-го і 1-го класу
- Почесний Кубок Люфтваффе (13 червня 1941)
- Німецький хрест в золоті (22 січня 1942)
- Лицарський хрест Залізного хреста з дубовим листям
  - лицарський хрест (16 листопада 1942)
  - дубове листя (№674; 6 грудня 1944)
- Авіаційна планка бомбардувальника в золоті.